# Rolf Husberg
Rolf Husberg (* 20. Juni 1908 in Stockholm; † 2. November 1998 ebenda) war ein schwedischer Filmregisseur, Filmeditor und Drehbuchautor.

## Leben
Rolf Husberg fand zunächst als Kleindarsteller zum Film. Ab dem Beginn der Tonfilmzeit war er an zahlreichen Filmen als Kameraassistent beteiligt, bevor sich sein Schwerpunkt in den Schneideraum verlagerte. Von 1930 bis 1965 führte er als Filmeditor bei über 60 Projekten den Schnitt aus.
Im Jahr 1939 gab Husberg sein Debüt als Regisseur. Am bekanntesten wurden die Kinderkrimis mit dem Detektiv Kalle Blomquist nach Romanen von Astrid Lindgren, bei denen er z. T. auch als Drehbuchautor beteiligt war.

## Filmografie (Auswahl)
- 1945: Blaue Jacken (Blajackor)
- 1945: Die Kinder vom Wildbachfelsen (Barnen från Frostmofjället)
- 1947: Meisterdetektiv Kalle Blomquist (Mästerdetektiven Blomquist)
- 1947: Pat und Patachon im Zirkus (Calle og Palle)
- 1949: Sohn des Meeres (Havets son) – auch Drehbuch
- 1950: Kalle und die Diamantenschmuggler (Anderssonskans Kalle)
- 1952: Alles Glück dieser Erde (All jordens fröjd) – auch Drehbuch
- 1953: Kalle Blomquist lebt gefährlich (Mästerdetektiven och rasmus) – auch Drehbuch
- 1955: Rasmus und der Vagabund (Luffaren och rasmus) – auch Drehbuch
- 1958: Laila – Liebe unter der Mitternachtssonne (Laila) – auch Drehbuch
- 1959: Mord im Studio 9 (Tärningen är kastad)